# Institut supérieur de l'aéronautique et de l'espace
Il Institut supérieur de l'aéronautique et de l'espace (ISAE-SUPAERO) è un'università francese, grande école d'Ingegneria istituita nel 1909, situata a Tolosa nel campus dell'Università di Tolosa.

## Didattica
Si possono raggiungere i seguenti diplomi: 
- Ingénieur SUPAERO (Supaero Graduate ingegnere Master)
- Laurea magistrale, Master ricerca & Doctorat (PhD studi di dottorato)
- Laurea specialistica, Master specializzati (Mastère MS Spécialisé) (in collaborazione con la École nationale de l'aviation civile[2])
- MOOC[3].

## Doppie lauree SUPAERO
Il programma T.I.M.E. (Top Industrial Managers for Europe) è un progetto di doppia laurea dedicato a tutti gli studenti di ingegneria.
Si può sostituire il terzo anno di Ingegneria con due anni di permanenza nella ISAE. 
Al ritorno in Italia, gli studenti, ottenuta la Laurea, si iscrivono a un corso di Laurea Magistrale in Ingegneria presso la Facoltà di Ingegneria. Al conseguimento della Laurea Magistrale, lo studente ottiene anche il titolo Master rilasciato dalla ISAE.

## Centri di ricerca
La ricerca alla ISAE-SUPAERO è organizzata attorno a 6 poli tematici :
- Aerodinamica, propulsione e energia
- Meccanica di strutture e materiali
- Elettronica, Optronics e il segnale
- Ingegneria dei sistemi complessi
- Lingue, arti, cultura e società
- Progettazione e la conduzione di veicoli aeronautiche e spaziali